# Salles, Gironde
Salles är en kommun i departementet Gironde i regionen Nouvelle-Aquitaine i sydvästra Frankrike. Kommunen ligger i kantonen Belin-Béliet som tillhör arrondissementet Arcachon. År 2022 hade Salles 8 128 invånare.

## Befolkningsutveckling
Antalet invånare i kommunen Salles
Referens:INSEE